# Дансо, Эриксон
Эриксон Михаэль Арнольф Дансо (нидерл. Erixon Michiel Arnolf Danso; родился 28 июля 1989, Амстердам) — арубский футболист, нападающий. Выступал за сборную Арубы.

## Клубная карьера
Начал играть в футбол в маленьких клубах «Амстелланд», АФК и «Омниворлд», после чего в 2006 попал в академию «Аякса».
В начале сезона 2008/09 перешёл в «Утрехт». Дебютировал в профессиональном футболе 19 апреля 2009 в матче Эредивизи против «Херенвена» (2:1). Всего за три сезона принял участие лишь в 16 матчах чемпионата и стать основным игроком так и не смог.
После этого выступал в испанской Сегунде Б за клубы «Ориуэла» и «Валенсия Месталья» и в 2013 вернулся на родину, став игроком «Дордрехта» из Эрсте дивизи, в котором стал основным игроком и по итогам сезона 2013/14 смог выйти в Эредивизи, но покинул клуб в мае 2014 года. В конце сентября того же года он вернулся в «Дордрехт», сыграв до конца года ещё в четырёх матчах высшего дивизиона, после чего в конце 2014 года его контракт снова был расторгнут.
В январе 2015 года подписал контракт на шесть месяцев с ливанским клубом «Сафа», после чего снова вернулся на родину, став игроком «Эммена», выступавший в Эрсте дивизи. В первом же сезоне он провёл за свой новый клуб 33 матча и забил 14 мячей, однако команда заняла лишь 7 место и не смогла повыситься в классе.
В августе 2016 перешёл в «Сталь» (Каменское), где стал выступать под руководством своего соотечественника Юпа Галла и играть вместе с другими голландцами Боем Деулом и Сильвано Комвалиусом под номером 14. Эриксон Дансо стал первым в истории Украины футболистом из экзотической Арубы.

## Международная карьера
10 июня 2015 дебютировал в официальных играх в составе национальной сборной Арубы в матче отбора на чемпионат мира 2018 года против сборной Барбадоса. В этом матче Дансо отыграл весь матч, а арубцы уступили 0:2, однако в ответном матче барбадосцы хоть и выиграли 1:0, но выпустили на поле дисквалифицированного игрока и им было присуждено техническое поражение 0:3, за счёт которой Аруба прошла в следующий раунд. Там соперником Арубы стала сборная Сент-Винсента и Гренадин. В первом матче арубцы снова проиграли 0:2, однако во второй игре Дансо сделал дубль, выровняв положение, но в концовке матча соперник отыграл один гол, благодаря которому прошёл в следующий раунд, выбив Арубу из дальнейшего участия в турнире.
Пока эти 4 матча и 2 гола остаются единственными для Дансо в футболке сборной.
| Матчи Дансо за сборную Арубы | Матчи Дансо за сборную Арубы | Матчи Дансо за сборную Арубы | Матчи Дансо за сборную Арубы | Матчи Дансо за сборную Арубы | Матчи Дансо за сборную Арубы | Матчи Дансо за сборную Арубы |
| №                            | Дата                         | Оппонент                     | Счёт                         | Голы                         | Соревнование                 |                              |
| ---------------------------- | ---------------------------- | ---------------------------- | ---------------------------- | ---------------------------- | ---------------------------- | ---------------------------- |
| 1                            | 10 июня 2015                 | Барбадос                     | 0:2                          | —                            | Отборочные матчи ЧМ-2018     |                              |
| 2                            | 14 июня 2015                 | Барбадос                     | 3:0                          | —                            | Отборочные матчи ЧМ-2018     |                              |
| 3                            | 4 сентября 2015              | Сент-Винсент и Гренадины     | 0:2                          | —                            | Отборочные матчи ЧМ-2018     |                              |
| 3                            | 8 сентября 2015              | Сент-Винсент и Гренадины     | 2:1                          | 2                            | Отборочные матчи ЧМ-2018     |                              |

Итого: 4 игры / 2 гола; 2 победы, 0 ничьих, 2 поражения.